# AKB48
AKB48 (エーケービー フォーティエイト, Ēkēbī fōtieito) é um grupo feminino ídolo japonês nomeado em homenagem ao bairro de Akihabara em Tóquio, onde o teatro da banda está localizado. O grupo chegou a ter um total de 134 membros em dezembro de 2018, com idades entre o início da adolescência aos 20 anos. O produtor Yasushi Akimoto queria formar um girl group com seu próprio teatro (ao contrário da maioria dos grupos pop que realizam concertos e são vistos na televisão ocasionalmente) e se apresentando diariamente para que os fãs pudessem sempre vê-las ao vivo. Esse conceito de "ídolos que você pode conhecer" inclui times que podem alternar e executar performances simultaneamente em vários festivais e eventos de "handshake", onde os fãs podem conversar com membros. Akimoto expandiu este conceito para vários grupos irmãos no próprio Japão, na República Popular da China, Indonésia, Tailândia, Taiwan, Filipinas, Vietnã e Índia.
O grupo é um dos mais bem sucedidos do Japão. Em 2012, suas vendas atingiram US$ 226 milhões, e tem sido caracterizado como um fenômeno social. Em junho de 2018, vendeu mais de 56 milhões de registros, incluindo mais de 6 milhões de álbuns. O AKB48 também é o grupo musical mais comercializado no Japão em termos de vendas de singles. Dos seus trinta e cinco singles mais recentes, a banda liderou o Oricon Weekly Singles Chart, com trinta singles vendendo mais de um milhão de cópias cada. Seu single mais comercializado, "Teacher Teacher", vendeu mais de 3 milhões em 2018, de acordo com a Billboard / Soundscan. Em 2010, "Beginner" e "Heavy Rotation" ficaram em primeiro e segundo lugar, respectivamente, na lista dos singles mais vendidos do Japão para o ano. De 2011 a 2017, os singles do AKB48 sempre ocuparam os quatro ou cinco primeiros lugares da Oricon Yearly Singles Chart.

## Conceito

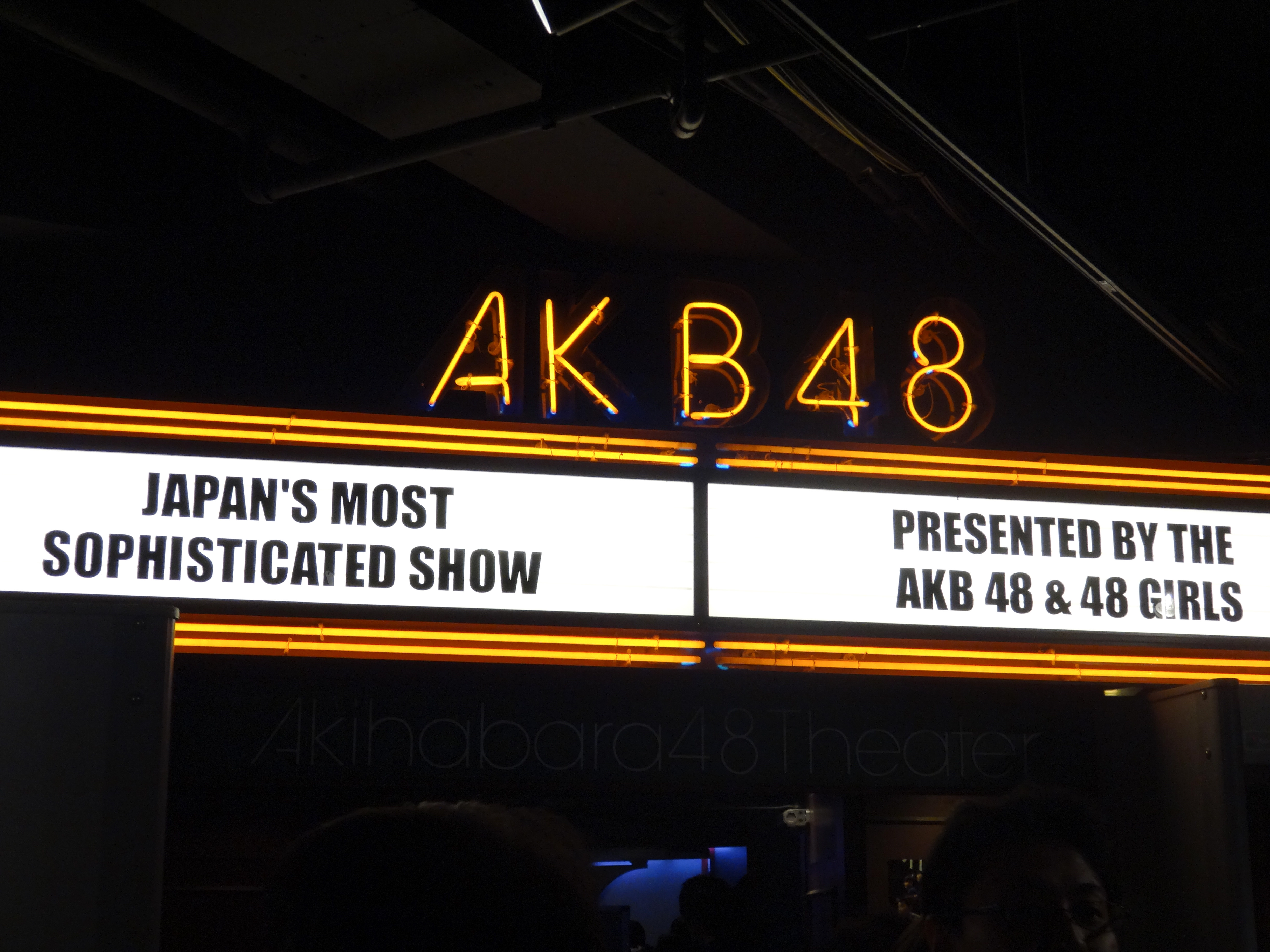
Teatro AKB48 em Akihabara, Tóquio

O AKB48 foi fundado com o conceito de "ídolos que você pode conhecer". O principal produtor do grupo, Yasushi Akimoto disse que seu objetivo era criar um grupo ídolo único que, ao contrário de outros grupos que realizam concertos ocasionais e aparecem principalmente na televisão, se apresentaria regularmente em seu próprio teatro. O Teatro AKB48 fica na loja Don Quijote em Akihabara, Tóquio.
É subdividido em várias equipes, reduzindo a carga de trabalho de seus membros (já que o desempenho quase diário do teatro é de apenas uma equipe) e permitindo que o AKB48 seja executado simultaneamente em vários lugares. Segundo a ex-integrante Misaki Iwasa, cada equipe tem seu próprio conceito. O time A representa a liberdade; O Time B é um ídolo com roupas fofas, e o Time K tem uma imagem forte e poderosa. De acordo com um comunicado antecipado a imprensa, o grupo pretendia ter 16 membros em cada uma das três equipes, para uma adesão total de 48; mas a sua adesão variou ao longo do tempo, e ultrapassou 120 pessoas. Novos membros são chamados de aprendizes kenkyūsei (研究生) que são substitutos no grupo, atuando ocasionalmente no teatro como uma equipe.
As idades dos membros do grupo variam desde o início da adolescência até mais de 20 anos, e são selecionados a partir de audições regulares. As integrantes não têm permissão para namorar e devem ser bastante comportadas; qualquer violação dessas restrições deve ser punida, possivelmente com expulsão do grupo. O AKB48 tem um sistema que permite que os membros "se graduem" do grupo quando estão mais velhos e são substituídos por aprendizes que são promovidos. Monica Hesse do The Washington Post descreveu o processo de audição do AKB48 como "rolando American Idol-esque".

## História

### 2005–2006: Criação e lançamentos independentes

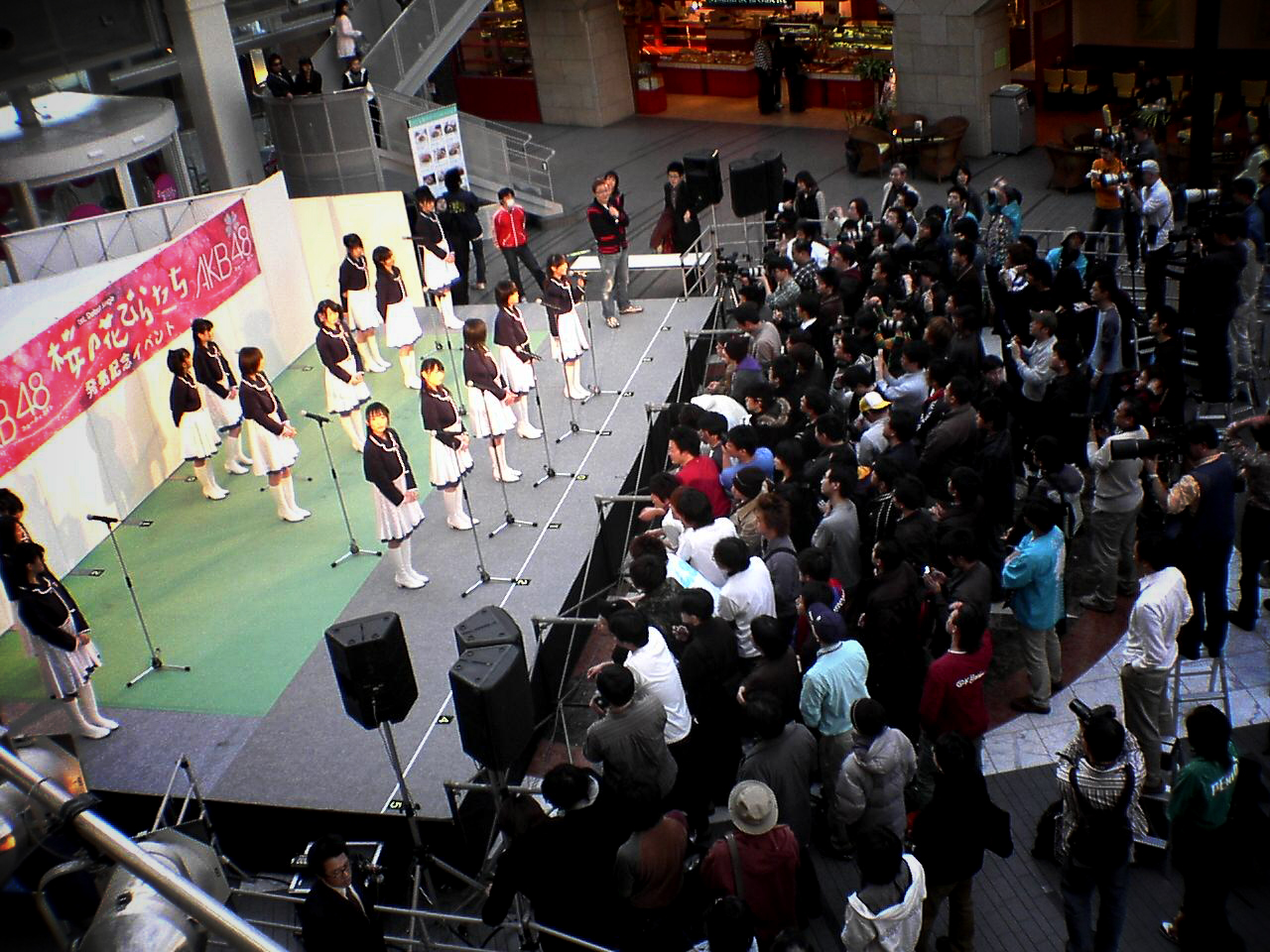
AKB48 se preparando para sua estréia em 26 de março de 2006

Em julho de 2005, Yasushi Akimoto realizou uma audição para um novo grupo de ídolos. Das 7.924 que fizeram o teste, 24 foram escolhidas como membros do grupo da primeira geração. Em 8 de dezembro, 20 membros debutaram como Time A no Teatro AKB48 tocando "Party ga Hajimaru yo" (PARTY が始まるよ) para uma audiência de sete pessoas; a participação aumentou rapidamente. Em janeiro de 2006, a garçonete do café que leva o mesmo nome do grupo, Mariko Shinoda, juntou-se ao Time A como membro de "geração 1.5" quando sua popularidade com os clientes levou Akimoto a fazer uma audição especial para ela.
A segunda audição do grupo foi realizada em cooperação com a empresa de telecomunicações NTT DoCoMo em fevereiro de 2006, com as candidatas enviando vídeos para a audição por telefones celulares. Das 11.892 inscritas, 19 foram selecionadas e 18 se juntaram ao AKB48 como Time K em abril. O Time K performou "Party ga Hajimaru yo" e o Time A mudou para um novo single, Aitakatta.
O AKB48 lançou seu primeiro single independente, "Sakura no Hanabiratachi", em fevereiro de 2006. Ele entrou no Top 10 semanal da Oricon, com vendas na primeira semana de 22.011 (uma raridade para um grupo de gravadoras independentes). Em 31 de março, Yuki Usami tornou-se a primeira integrante a se "graduar" do grupo. Em 7 de junho, o AKB48 lançou seu segundo single independente, "Skirt, Hirari", que vendeu 13.349 cópias em seu primeiro dia. O grupo fez sua primeira aparição na televisão dois dias depois, e assinou um contrato com a DefStar Records (subsidiária da Sony Music Entertainment) em agosto.

### 2006–2007:Set List: Greatest Songs 2006–2007
Em outubro de 2006, o AKB48 anunciou audições para o Time B e 13 garotas foram escolhidas entre 12.828 candidatos em dezembro. O primeiro single do grupo sob o selo DefStar Records, "Aitakatta", foi gravado por 20 membros das equipes A e K e lançado em 25 de outubro. Ele estreou no número 12 na parada semanal de singles da Oricon, vendendo 25.544 cópias em suas primeiras seis semanas, e permaneceu no gráfico por um total de 65 semanas. Nos dias 3 e 4 de novembro, o AKB48 realizou seu primeiro show, "AKB48 First Concert: Aitakatta ~ Hashira wa Nai ze! ~" No Nippon Seinenkan em Shinjuku. O grupo tocou "Aitakatta" no programa de TV  58th NHK Kōhaku Uta Gassen na véspera de ano novo como parte do "Nihon ga Hokoru Saisentan! Special Medley". Com 43 membros, o grupo estabeleceu um recorde do programa para o maior numero de pessoas em um grupo no palco simultaneamente. O AKB48 fez sua primeira mudança na formação em dezembro, transferindo Kazumi Urano, Shiho Watanabe e Natsumi Hirajima do Time A para o Time B como membros de apoio.
O segundo single major do AKB48, "Seifuku ga Jama o Suru", foi lançado em 31 de janeiro de 2007 e estreou em 7º lugar no Top 10 da Oricon. Seu videoclipe e letras sugeriam o tema enjo kōsai (encontros compensados, remotamente relacionados a serviços de acompanhantes fora do Japão), provocando polêmica e críticas negativas. Em 18 de março, o AKB48 lançou "Keibetsu Shiteita Aijō"; estreando na posição 8ª no gráfico da Oricon, e caiu para o número 98 em sua segunda semana. O segundo show do grupo, "AKB48 Haru no Chotto dake Zenkoku Tour ~ Madamada daze AKB48! ~" em 10 de março, teve vendas baixas de ingressos.
Em abril de 2007, o AKB48 publicou sua lista do Time B em seu site, com cinco membros a menos que o anunciado anteriormente; pela primeira vez, o número de integrantes era 48. O quarto single do grupo, "Bingo!" foi lançado em 18 de julho. O sexto single de AKB48, "Yūhi o Miteiru ka?" foi lançado no Halloween de 2007 e vendeu 18.429 cópias (o menor de todos os singles do grupo).

### 2008–2010:Kamikyokutachi
No ano novo de 2008, ele lançou seu primeiro álbum: Set List: Greatest Songs 2006-2007, uma coletânea de singles do grupo e músicas ao vivo. O sétimo single da gravadora (seu nono no geral), "Romance, Irane", foi lançado em 23 de janeiro e alcançou o sexto lugar no Top 10 da Oricon em sua primeira semana.
Em 27 de fevereiro, o grupo lançou seu oitavo single major-label, "Sakura no Hanabiratachi 2008", uma reprise de seu single de estreia do Time A. Esta versão contou com dez membros do Time A, seis do Time K e cinco do Time B. O CD do single incluía um pôster, e uma promoção foi planejada, na qual os fãs que coletassem todos os 44 pôsteres seriam convidados para um evento especial. A promoção foi posteriormente cancelada pela DefStar Records em meio a preocupações sobre possíveis violações das leis antitruste.
Em junho de 2008, o AKB48 anunciou planos para lançar um grupo irmão, SKE48, em Sakae, Nagoya. Em agosto, o grupo mudou-se da DefStar Records para a King Records. No mesmo mês, Ayaka Kikuchi foi a primeira integrante a ser demitida do grupo, por "comportamento imaturo" envolvendo uma foto purikura vazada dela com um namorado. Kikuchi retornou ao grupo após uma audição de 2010. Em 22 de outubro, o décimo single do AKB48, "Ōgoe Diamond", foi lançado pela gravadora You Be Cool!, da King Records. Com a integrante do SKE48 de 11 anos, Jurina Matsui, a garota do centro e da capa do single, foi o primeiro single com um membro do grupo irmão do AKB48 e estreou no número três no Top 10 da Oricon.
O grupo lançou seu 11º single, "10nen Sakura", em 4 de março de 2009. Também alcançando o terceiro lugar nas paradas da Oricon em sua primeira semana, foi o primeiro single do grupo a vender mais de 100.000 cópias. O 12º single do grupo, "Namida Surprise!", foi lançado em 24 de junho. As promoções incluíram um ingresso para o evento e um voto para um membro em um próximo single. "Namida Surprise!" vendeu 104.180 cópias em sua primeira semana nas paradas da Oricon. O 13º single, "Iiwake Maybe", foi lançado em 26 de agosto. O single rivalizou com o do grupo SMAP, que alcançou o número um no Oricon Daily Singles Chart e o número dois no Oricon Weekly Singles Chart.
O Time A do AKB48, foi convidado de honra na Japan Expo em Paris de 2 a 5 de julho de 2009, apresentando uma versão em inglês de "Ōgoe Diamond". O grupo fez sua estréia nos EUA com um show no Webster Hall em Nova Iorque em 27 de setembro. Em outubro, três singles  ("10nen Sakura", "Namida Surprise!" e "Iiwake Maybe") foram certificados como ouro pela Associação da Indústria Fonográfica do Japão. Seu 14º single, "River" (lançado em 21 de outubro) estreou no topo do Top 10 semanal da Oricon e foi o primeiro número um do grupo. O grupo lançou seu 15º single, "Sakura no Shiori", em 17 de fevereiro de 2010. Em sua primeira semana, o single liderou a parada da Oricon com mais de 300.000 cópias vendidas, a maior de um artista japonês em sete anos. Este foi seu último single até o lançamento de seu primeiro álbum da King Records, Kamikyokutachi, que estaria no topo da parada de álbuns da Oricon e seria certificado de platina dupla pela RIAJ para vendas de mais de 500.000 cópias.

### 2010–2011:Koko ni Ita Koto
O 16º single, "Ponytail to Chouchou", foi lançado em 26 de maio de 2010. Suas vendas excederam as do single anterior, com mais de 400.000 cópias vendidas em seu primeiro dia e mais de 513.000 em sua primeira semana. Em 27 de abril, o Anime Expo, a maior convenção de anime dos Estados Unidos, anunciou que o AKB48 seria um convidado de honra e que o grupo se apresentaria em 1 de julho no Teatro Nokia. Em 23 de outubro, representou o Japão no sétimo Festival da Canção Asiática, organizado pela Fundação Coreana para o Intercâmbio Cultural Internacional, no Estádio Olímpico de Seul. Quatro dias depois, o grupo lançou seu 18º single, "Beginner", que vendeu 826.989 cópias em sua primeira semana, a maior venda de um single de grupo de ídolos femininos. Mayu Watanabe, apareceu na capa da edição de dezembro da revista UP to boy com Airi Suzuki, do grupo Cute, a primeira colaboração de gravure entre a Hello! Project e AKB48.

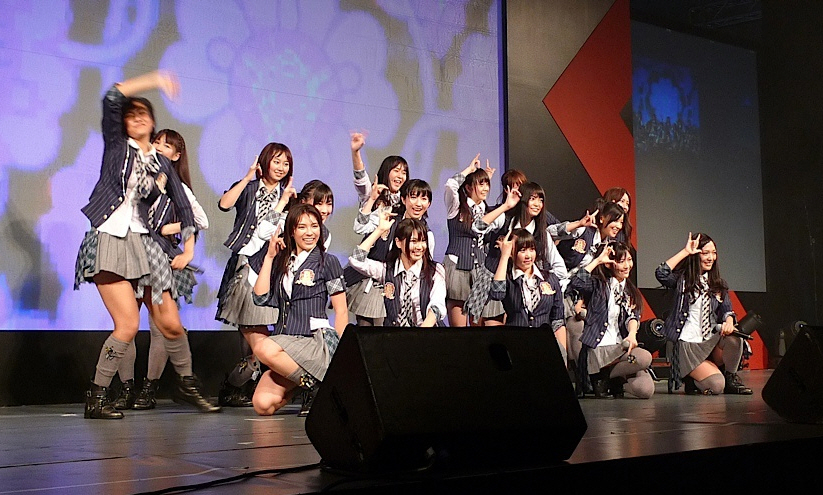
AKB48 em Cool Japan Night, como parte do Festival de Anime de novembro de 2010 no Asia X em Singapura

Em novembro de 2010, o grupo participou de vários eventos fora do Japão. Em 20 de novembro, 12 membros se apresentaram no Festival de Cultura Pop em Moscou, bem como no fórum Cool Japan em Singapura como parte do Anime Festival Asia X, e na Convenção de Toy, Games and Comics de Singapura. Os graduados do grupo em 2010 incluíam a segunda geração da integrante Erena Ono, que saiu em 27 de setembro para seguir carreira no exterior. O primeiro single de 2011, "Sakura no Ki ni Narō", foi lançado em 16 de fevereiro. Ele vendeu 655.000 cópias em seu primeiro dia, superando as vendas do primeiro dia de "Beginner" de 568.000. No final de sua primeira semana, o single vendeu 942.479 cópias, as melhores e mais rápidas vendas do grupo no Japão desde 2000.
Em 21 de fevereiro, anunciou seu terceiro álbum, Koko ni Ita Koto, que incluia 11 novas faixas e estava programado para ser lançado em 6 de abril. Devido ao terremoto e tsunami de Tōhoku em 2011, o grupo parou suas apresentações no Teatro AKB48 e cancelou alguns de seus eventos públicos. AKB48 começou o projeto "Dareka no Tame ni" (誰かのために, lit. "Pelo bem de alguém"), arrecadando doações para alívio de terremotos e tsunamis. Um de seus locais de concertos, o Yokohama Arena, foi usado para um evento de caridade de dois dias que começou em 26 de março e 12 membros participaram do Festival Internacional de Cinema de Okinawa naquele dia para o mesmo fim. Em 15 de março, foi  anunciado que ¥ 500 milhões seriam doados pelo AKB48 e seus grupos irmãos SKE48, SDN48 e NMB48 e associados da AKS, sua empresa de gerenciamento. O lançamento de Koko ni Ita Koto foi adiado para 8 de junho, com parte dos lucros do álbum doados para vítimas dos desastres. Em 1 de abril, lançou o single de caridade "Dareka no Tame ni" no site Recochoku como download digital, e como todos, este continua destinado ao alívio do terremoto e tsunami.

### 2011–2012:1830m
Em 1 de maio, Yasushi Akimoto anunciou um novo grupo irmão: HKT48, baseado em Fukuoka, Kyushu, com seu teatro no shopping Hawks Town, na ala Chuo de Fukuoka. Em 3 de maio, o The Straits Times relatou a abertura do seu primeiro teatro ultramarino em Singapura. O teatro, no Park Youth Park, receberia 16 membros do AKB48 e seus grupos irmãos para dois shows por dia, em dois dias por mês. Tinha uma loja adjacente para mercadorias e um Café, servindo cozinha de fusão japonesa e sobremesas.
Lançou seu 21º single, "Everyday, Katyusha", em 25 de maio. Como um "single eleitoral", ele continha cédulas para determinar quem seria o  centro do próximo single do grupo e estabeleceria registros japoneses para o primeiro single. dia (942.475 cópias) e vendas na primeira semana (1.333.969 cópias). Em 22 de junho, a Oricon informou que no primeiro semestre de 2011 o grupo liderou as paradas de vendas de álbuns e teve os melhores e os segundos singles mais vendidos ("Everyday, Katyusha" e "Sakura no Ki ni Narō"). Ele acumulou 6,66 bilhões de ienes em vendas de mercadorias.
Em 7 de junho, antes de sua turnê nacional, foi anunciado a criação do Time 4. A equipe de 16 integrantes seria capitaneada por Mina Oba, e a palavra "equipe" foi retirada do "Time Kenkyuusei" para as suplentes do grupo. Quatro dias depois, o grupo anunciou em um evento de aperto de mão que Aimi Eguchi, que supostamente fez o teste para o NMB48, se juntaria ao grupo como trainee. Mais tarde foi divulgado que Eguchi não era uma pessoa real, mas um conjunto de características faciais dos membros do AKB48 criadas para promover o Ice no Mi de Glico. Em 28 de junho, o produtor Yasushi Akimoto, anunciou planos para criar outro grupo como o "rival oficial" do AKB48. Nogizaka46, que iria estrear com cerca de 20 membros, e Akimoto iria se juntar à Sony Music Japan para produzi-lo.
Foi lançado seu 22º single, "Flying Get", em 24 de agosto. Ele vendeu 1.025.952 cópias em seu primeiro dia, e se tornou o quarto single do grupo a vender mais de um milhão de cópias (1,354 milhão) em sua primeira semana. Em 20 de setembro, realizou-se seu segundo torneio de pedra, papel e tesoura para determinar a formação do 24º single do grupo. O 23º single, "Kaze wa Fuiteiru", foi lançado em 26 de outubro e vendeu 1.045.937 cópias em seu primeiro dia. O próximo single, "Ue kara Mariko" (lançado em 7 de dezembro), vendeu 1.199 milhões de cópias em sua primeira semana. No final de 2011, o AKB48 liderou sete dos 16 rankings da Oricon: vendas totais de um artista, cópias vendidas para um single, vendas totais para um single, vendas totais de um artista (para singles), cópias vendidas para uma música Disco Blu-ray, vendas totais de discos Blu-ray de música e vendas totais de Blu-ray por um artista. O grupo estabeleceu recordes para os singles mais vendidos em um ano, o single mais vendido por um grupo feminino e um grupo feminino com maior remuneração, como também venceu o Grand Prix no 53º Japan Record Awards por "Flying Get".
A Oricon anunciou em 6 de janeiro de 2012 que a banda vendeu 11.787.000 cópias de seus singles em CD, superando o recorde japonês do grupo feminino Morning Musume de 11.774.000. Em 22 de janeiro (o último dia de sua série de concertos "AKB48 Request Hour Set List Best 100 2012" no Tokyo Dome City Hall) os membros do AKB48 performaram o novo single "Give Me Five!" como Baby Blossom, tocando guitarras, teclados e percussão. Os membros do Baby Blossom passaram cinco meses aprendendo a tocar instrumentos musicais, e alguns tiveram pouca (ou nenhuma) experiência anterior. "Give Me Five!" foi lançado em 15 de fevereiro. O segundo documentário do AKB48: Show Must Go On Shōjo-tachi wa Kizutsuki Nagara, Yume wo Miru, estreou em 27 de janeiro em sétimo lugar nas bilheterias e arrecadou quase US $ 4 milhões em 19 de fevereiro. Uma série de anime, AKB0048, foi desenvolvida por Satelight e foi ao ar de 29 de abril a 22 de julho. Foi dirigida por Yoshimasa Hiraike, com o produtor do grupo Akimoto ajudando no planejamento e na supervisão. Nove membros do AKB48 e seus grupos irmãos expressaram os personagens principais, cantando seus temas de abertura e encerramento como No Name.
Depois que fotografias com seus namorados vieram à tona, Natsumi Hirajima e Rumi Yonezawa renunciaram ao grupo e foram substituídas por Jurina Matsui do SKE48 e Miyuki Watanabe de NMB48. Em 24 de março, foi anunciado que cinco aprendizes seriam promovidos para o Time 4, expandindo sua lista para 16. Também foi anunciado que o grupo iria se apresentar no estádio Tokyo Dome, um dos principais objetivos do grupo desde sua fundação. Em 25 de março, a centro principal de longa data Atsuko Maeda anuncia sua graduação do grupo. É anunciado que Maeda se formaria após os shows do Tokyo Dome, sua performance final (e cerimônia de formatura) aconteceu no teatro AKB48 em 27 de agosto, e foi transmitida ao vivo no YouTube. Em 26 de março, anunciaram uma eleição para o lineup do 27º single do grupo, "Gingham Check". Os candidatos eram 243 membros do AKB48, SKE48, NMB48 e HKT48, e as cédulas foram incluídas no 26º single ("Manatsu no Sounds Good!"). A eleição foi realizada em 6 de junho no Nippon Budokan, com os resultados transmitidos ao vivo. Yuko Oshima terminou em primeiro lugar, seguida por Mayu Watanabe e Yuki Kashiwagi.
Em 23 de abril, a AKB48 anunciou a criação de seu terceiro grupo irmão ultramarino, o SNH48, com sede em Xangai, além de que Rino Sashihara seria transferida para o HKT48 em julho como "reinício" por causa de um suposto escândalo envolvendo seu ex-namorado. Em 24 de junho, o AKB48 anunciou a promoção de seis aprendizes das 10ª e 11ª gerações e seu terceiro torneio de pedra-papel-tesoura (programado para 18 de setembro) para determinar a formação do 29º single, "Eien Pressure".
Em 15 de agosto, o grupo lançou seu quarto álbum, 1830m, e em 24 de agosto (o primeiro dia de sua série de concertos no Tokyo Dome), foi informado uma reorganização de suas equipes. A equipe 4 foi dissolvida, com seus membros transferidos para outros três times. Aika Ōta foi transferida para HKT48, Aki Takajō e Haruka Nakagawa para JKT48, de Jacarta, e Sae Miyazawa e Mariya Suzuki para a SNH48. Minami Takahashi tornou-se gerente geral do grupo, com Mariko Shinoda substituindo-a como capitã do Time A. Yuko Oshima tornou-se capitã do Time K, e Ayaka Umeda capitã do Time B.

### 2012–2014:Tsugi no Ashiato

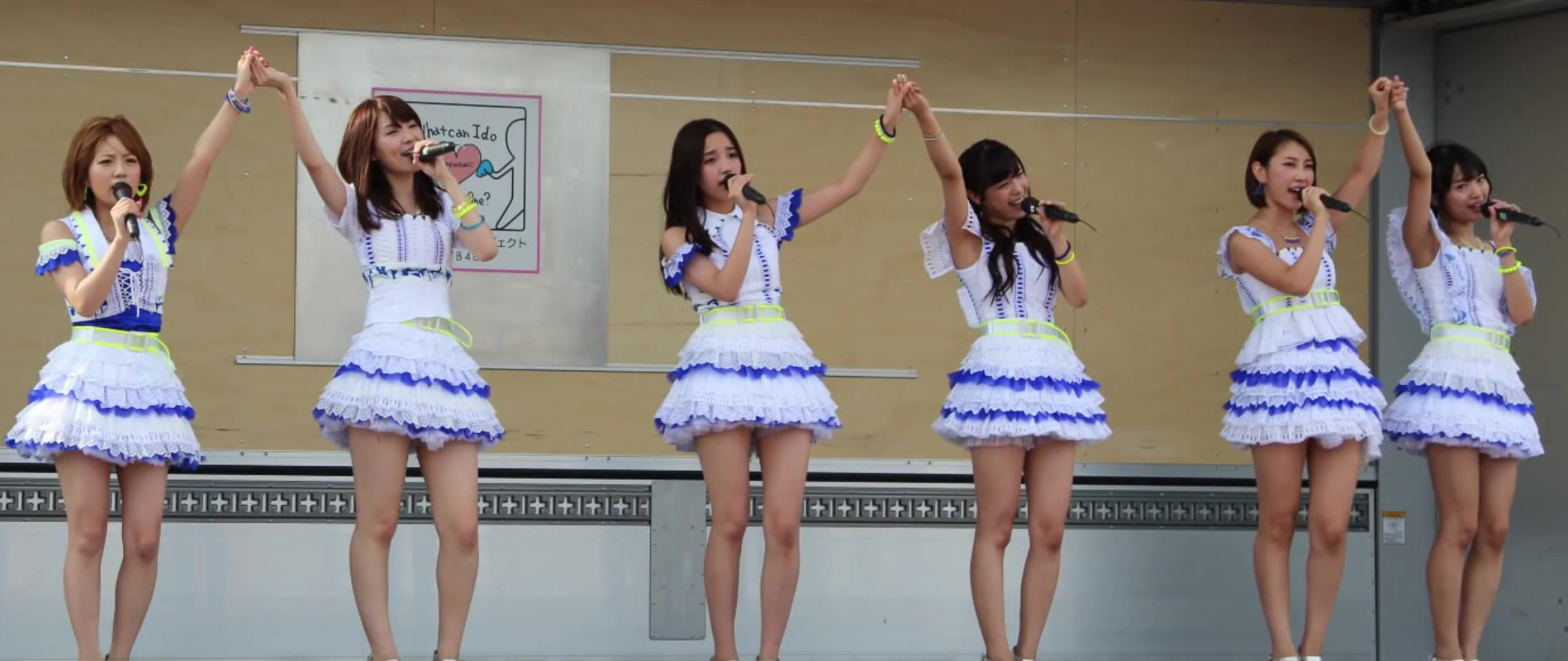
AKB48 em Tóquio, 2013.

AKB48 gravou "Sugar Rush" para o filme de animação da Disney de 2012, Ralph Breaks the Internet: Wreck-It Ralph 2, e o grupo estabeleceu um recorde mundial para os cantores mais pop em um videogame (seu jogo de simulação de namoro, AKB1 / 149 Ren'ai Sōsenkyo). Ganhou o segundo Japan Record Award consecutivo, por "Manatsu no Sounds Good!". O grupo foi o artista número um pela receita total de vendas no Japão em 2012, com 19,098 bilhões de ienes. A série de anime AKB0048 foi renovada para uma segunda temporada, AKB0048 Next Stage, e foi ao ar de 5 a 30 de março de 2013. Em janeiro de 2013, o AKB48 realizou seu show de 100 horas no Tokyo Dome City Hall, anunciando futuros shows na Nippon Budokan e Nissan Stadium (o primeiro show de uma artista feminina). Em 1 de fevereiro, o documentário de AKB48: No Flower Without Rain: Shōjo Tachi wa Namida no Ato ni Nani o Miru? abriu em décimo lugar nas bilheterias, e faturou US $ 2,2 milhões até 17 de fevereiro. Durante um evento de meet-and-greet para o filme, o membro da primeira geração Tomomi Itano anunciou que ela estava deixando o grupo. Em 28 de abril, após um show do Nippon Budokan, a gerente geral do AKB48 anunciou outra reorganização das equipes (incluindo as meninas que também eram membros de seus grupos irmãos). Nito Moeno e Tomomi Kasai também fizeram suas aparições finais com o grupo.
O AKB48 lançou seu 31º single, "Sayonara Crawl" (um single eleitoral), em 22 de maio. Ele vendeu mais de 1,9 milhão de cópias em seu primeiro mês, quebrando o recorde de Speed's White Love 1997 para as vendas mais altas de um grupo feminino. As candidatas à eleição eram 246 meninas da AKB48, seus grupos irmãos e ex-membros. Em 8 de junho, os resultados foram transmitidos pela Fuji TV e transmitidos ao vivo no YouTube, o último com comentários em japonês e inglês. A vencedora foi Rino Sashihara, membro do HKT48, um ex-membro do AKB48. Durante o evento, a capitã do Time A Mariko Shinoda (que ficou em quinto) anunciou que deixaria o grupo em julho. Em 31 de julho, durante a série de concertos de verão do AKB48 no Sapporo Dome, a convidada e ex-líder do grupo Atsuko Maeda cantou seu novo single solo ("Time Machine Nante Iranai").
Em 21 de agosto, o grupo lançou seu 32º single, "Koisuru Fortune Cookie". Seu videoclipe tinha 3.800 extras, o máximo para qualquer vídeo relacionado ao AKB48 e ao grupo irmão. Em 24 de agosto, o grupo anunciou a restauração do Time 4, com Minami Minegishi como capitã e membros promovidos da 13ª e 14ª geração de trainees.

#### Tentativa de assassinato durante evento de aperto de mão
Em 25 de maio de 2014, o evento handshake do Iwate Industry Culture and Convention Center em Takizawa, Iwate, membros do grupo Rina Kawaei, Anna Iriyama e um membro da equipe foram atacados por um homem de 24 anos com um serrote. O suspeito foi preso por tentativa de assassinato e os três foram tratados em um hospital com fraturas e cortes. O AKB48 cancelou suas apresentações de teatro até o final de maio de 2014 e os eventos de aperto de mão e de foto-filmagem em maio e junho foram adiados. Em resposta às preocupações de segurança, a Delegacia de Polícia de Manseibashi do Departamento de Polícia Metropolitana de Tóquio pediu à AKS que realizasse verificações de segurança dos membros da audiência na entrada do teatro. O homem acabou por confessar que estava com ciúmes do AKB48, gritando "omae no te ore no te ze". Embora os grupos irmãos SKE48, NMB48 e HKT48 não tenham suspendido suas performances teatrais, eles introduziram medidas de segurança: detectores de metal, sem a primeira fileira de assentos, suspendendo eventos "high-five" pós-performance e aumentando o número de seguranças. Em 30 de maio, o AKB48 retomou suas aparições na televisão, e em 2 de junho o grupo retomou performances teatrais com medidas de segurança semelhantes às de seus grupos irmãos. Cheques de segurança e bagagem foram adicionados no evento de resultados das eleições gerais e no concerto de formatura de Yuko Oshima.

### 2015:Koko ga Rhodes da, Koko de Tobe!e0 to 1 no Aida
Em 21 de janeiro de 2015, o grupo lançou seu sexto álbum de estúdio, Koko ga Rhodes da, Koko de Tobe!. Em 4 de março, o grupo lançou o single "Green Flash". O grupo se tornou o primeiro a vender seus 20 singles consecutivos em 1 milhão na primeira semana. Em 26 de março, a integrante Rina Kawaei anunciou sua graduação do grupo para continuar sua carreira de atriz sozinha, afirmando que o incidente anterior e o longo período de descanso a levaram a refletir sobre seu futuro sem depender do grupo.
Em 10 de maio, o AKB48 foi convidado para o festival anual do Dia do Japão em Nova Iorque, sua segunda apresentação na cidade desde 2009. Uma pequena equipe de membros composta por Rina Hirata, Ryoka Oshima, Haruna Kojima, Tomu Mutou, Saho Iwatate e Rina Nozawa tocaram um total de cinco músicas animadas por uma multidão de 5 mil participantes. Em 20 de maio, o grupo lançou o single "Bokutachi wa Tatakawanai". Em 6 de junho o público pode assistir o anúncio dos resultados da sétima eleição geral. O evento foi transmitido ao vivo de Fukuoka Dome na Fuji TV, que registrou uma audiência média de 18,8%, com um pico de 23,4%. Um recorde de 3,2 milhões de votos foram feitos, com Rino Sashihara vencendo a votação pela segunda vez com um recorde de 194.049 votos.
Em 26 de agosto, o grupo lançou o single "Halloween Night". Em 25 de outubro de 2015, durante o evento de aperto de mãos e autógrafos na Pacific Yokohama, havia sido anunciado os detalhes do 42º Single e Request Hour 2016 do AKB48. O 42º single foi lançado em 9 de dezembro de 2015. Minami Takahashi foi o centro no que seria sua última aparição em um single do AKB48. Em 18 de novembro, o grupo lançou seu sétimo álbum, 0 a 1 no Aida. Este álbum marca o 10º aniversário do grupo japonês, fundado em 2005. O 42º single do grupo "Kuchibiru ni Be My Baby" vendeu 813.044 cópias em seu primeiro dia de lançamento. Isso trouxe suas vendas individuais combinadas para mais de 36.158.000 álbuns vendidos, tornando-os o artista com o maior número de vendas de álbuns no Japão, superando o grupo de rock B'z.

### 2016–2017:Thumbnail
Em 24 de janeiro de 2016, durante o último dia da Request Hour 2016 no Tokyo Dome City, o AKB48 realizou seu 43º single "Kimi wa Melody", lançado em 9 de março de 2016. Kimi Wa Melody é o primeiro single a trazer as graduadas Atsuko Maeda, Yuko Oshima, Mariko Shinoda e Tomomi Itano sendo apresentadas como principais. O single foi centrado por Sakura Miyawaki sendo sua primeira vez a ter um centro solo em uma faixa do AKB48. Em fevereiro de 2016, uma menina taiwanesa Chia-ling Ma foi adicionada ao grupo como "Taiwan Kenkyusei". Esta é a primeira integrante estrangeira do grupo.
Em 1º de junho de 2016, o grupo lançou o 44º single "Tsubasa wa Iranai", o single incluiu as cédulas para as Eleições Gerais do grupo naquele ano. Os resultados da eleição foram anunciados em 18 de junho no Hard Off Eco Stadium em Niigata na BS Sky TV Premium e Fuji TV, onde Rino Sashihara ficou em primeiro lugar com 243.011 votos. Em 31 de agosto, o grupo lançou o 45º single " LOVE TRIP / Shiawase wo Wakenasai ". Em 3 de outubro, Haruka Shimazaki anunciou sua formatura do AKB48 durante uma nova apresentação comercial de TV de Baitoru. Em 16 de novembro, o grupo lançou o 46º single "High Tension". Em 12 de dezembro, Mayu Watanabe, Rina Izuta e Saya Kawamoto anunciaram uma nova subsidiária para o grupo AKB48, conhecido como 'AKB48 China', durante uma coletiva de imprensa em Xangai e encontro de fãs. Ao contrário do já estabelecido grupo SNH48 de Xangai, o AKB48 China atuará como ponte entre o Japão e a China, trazendo membros japoneses para o próximo Teatro do AKB48 na China. As próximas promoções incluem um drama de televisão sendo filmado e um novo jogo online.
Em 25 de janeiro de 2017, o grupo lançou o oitavo álbum de estúdio Thumbnail. Em 15 de março, o grupo lançou seu 47º single "Shoot Sign", e Haruna Kojima anunciou que estaria se formando. Em 31 de maio, o grupo lançou seu 48º single, Negaigoto no Mochigusare, que continha cédulas para as eleições gerais. Rino Sashihara venceu a pesquisa pelo terceiro ano consecutivo, desta vez com 246.376 votos, e serviu como centro do 49º single "#sukinanda", lançado em 30 de agosto. Em 22 de novembro, seu 40º single "11gatsu no Anklet" foi lançado. No evento de seleção de equipes de dezembro de 2017, foi anunciado que os membros da Equipe 8 devem manter posições simultâneas kennin (兼任) com uma das outras equipes do grupo A, K, B e 4. Mayu Watanabe se formou no grupo no final do ano.

### 2018–2019:Bokutachi wa, Ano Hi no Yoake o Shitteiru
Em 24 de janeiro de 2018, o grupo lançou o nono álbum Bokutachi wa, Ano Hi no Yoake o Shitteiru. Em 14 de março de 2018, o grupo lançou seu 51º single "Jabaja", com Nana Okada como o centro do single. Em 30 de maio, o grupo lançou seu 52º single "Teacher Teacher", com Yui Oguri como centro do single. Jurina Matsui liderou a 10ª edição das eleições gerais do AKB48 com 194.453 votos e será a performance central do 53º single. Em junho, 39 membros do AKB48 e seus grupos irmãos participaram da competição de televisão sul-coreana Produce 48, que formou um novo grupo de garotas ídolo que será executado por dois anos e meio em Seul. A integrante do Time 8, Hitomi Honda terminou em 9ª posição, ganhando um lugar para estrear no Iz One. Em julho, o RIAJ certificou "Teacher Teacher" como um triplo milhão, fazendo do grupo o primeiro girl group a alcançá-lo. Em 19 de setembro, o grupo lançou seu 53º single "Sentimental Train". Em 24 de setembro, o grupo anunciou para o 54º single "No Way Man", com Sakura Miyawaki como a artista central do single. O 54º single foi lançado em 28 de novembro de 2018. Logo após o Produce 48, a Stone Music Entertainment e a Genie Music assinaram um contrato com a King Records e a AKS e agora são os distribuidores digitais oficiais dos singles do AKB na Coreia do Sul. Em 4 de fevereiro de 2019, foi anunciado que o 55º single do grupo (último no Período Heisei) "Jiwaru Days" foi lançado em 13 de março, com Rino Sashihara atuando como performance de centro e este será seu último single com AKB48 antes de sua graduação.
Também foi anunciado que a terceira música será uma colaboração do grupo entre Nogizaka46 e Iz One. Em 18 de setembro, após um intervalo de seis meses, o 56º single (primeiro no período Reiwa) intitulado "Sustainable" será lançado, tendo pela primeira vez o cargo de centro do single a integrante do time K, Moeka Yahagi. Em 19 de outubro de 2019, o grupo realizou um concerto na Arena Taipei com o Time TP. Após o ataque ao membro do NGT48, Maho Yamaguchi, a administração do AKB48 enfrentou severas críticas públicas. O ano de 2019 marcou algumas mudanças importantes para o grupo, já que o AKBingo! e o AKB48 Show!, dois programas de variedades de longa duração transmitidos nacionalmente com o grupo, foram finalmente cancelados. O AKB48 Cafe&Shop, com sede em Akihabara, foi fechado após oito anos de operação. Em 2019, três eventos anuais regulares foram descontinuados, incluindo a eleição geral, e, pela primeira vez na história do grupo, apenas dois singles foram lançados em um ano. Em 8 de dezembro, durante a cerimônia do 14º aniversário do Teatro AKB48, em Akihabara, a última integrante da primeira geração, Minami Minegishi, anunciou sua formatura a partir do início de 2020. Seu concerto de formatura será realizado em Yokohama em 2 de abril de 2020, terminando a história da primeira geração de 14 anos de história do grupo.

### 2020-atualmente: Manutenção de gerenciamento
O ano de 2020 começou com o anúncio de planos para alterar significativamente as estruturas de gerenciamento do AKB48, com empresas individuais executando independentemente cada um dos grupos japoneses.  Em 20 de janeiro de 2020, foi anunciado que o 57º single do grupo intitulado "Shitsuren, Arigato" será lançado em 18 de março de 2020. Mizuki Yamuchi é atual centro do single, é sua primeira vez servindo essa posição na faixa-título.
Em abril de 2020, em respeito à pandemia de COVID-19 e à ordem de ficar em casa, o grupo lançou o projeto OUC48, em homenagem à palavra japonesa para "casa", em japonês:  o-uchi (お 家), onde a atuação no palco é reproduzido regularmente em suas próprias casas, usando o chat de vídeo em grupo, que é transmitido em tempo real pelo YouTube. Este projeto é uma expansão de uma vídeo-montagem anterior de 103 membros cantando "365 Nichi no Kami Hikōki" de suas casas, editado pessoalmente em um único vídeo pela gerente geral Mion Mukaichi. Elas não participaram do 71º Kōhaku Uta Gassen da NHK devido ao COVID-19.
Em 22 de maio de 2021, o último membro da 1ª geração, Minami Minegishi, realizou seu concerto de graduação intitulado Minegishi Minami Graduation Concert ～Sakura no Sakanai Haru Wanai～ no PIA Arena MM. Além disso, o Time 8 realizou a última etapa de sua Turnê Nacional da Time 8 ~47 no Suteki na Machi e~ em Kanagawa, marcando o retorno oficial de Hitomi Honda ao grupo e a finalização de suas atividades no Iz*One. E eles também realizaram seu Tandoku Concert, apresentando 48 músicas sem parar, com o setlist sendo feito por Yuki Kashiwagi. Nesse concerto, o tão esperado 58º single foi finalmente anunciado, "Nemohamo Rumor" com o senbatsu também sendo apenas do AKB, o primeiro desde "Chance no Junban" em 2010. Entre 9 e 17 de agosto, vários membros testaram positivo para COVID-19, no entanto, elas retomaram as atividades após o recebimento do resultado negativo em seu teste final.
Em 04 de maio de 2022, foi anunciado a 17ª geração, a princípio, dando maior destaque para a membro Airi Satō, irmã da ex-membro Kiara Satō. A 17ª geração teve seu debut no teatro do grupo, com a famosa canção Oogoe Diamond. Em 9 de abril, de forma precipitada, foi anunciada a 18ª geração do grupo, dando maior destaque para a membro Sae Arai na música Iiwake Maybe, um dos maiores sucessos do grupo.
Em 29 de abril de 2023, foi anunciado durante o show de primavera do grupo que o Time A, o Time K, o Time B e o Time 4 se dissolveriam em outubro de 2023, após suas apresentações finais em equipe. Todos os membros da equipe permanecerão como membros "oficiais" promovidos, enquanto os membros do "kenkyuusei" permanecerão como tal. O Time 8 entrou em hiato por tempo indeterminado no dia 30 de abril com os integrantes transferidos para os times com os quais mantinham simultaneidade. 
Em 20 de outubro de 2023, Yuki Kashiwagi, membro líder e fundador do Time B, anunciou sua formatura. Seu single de formatura foi intitulado "Colocon Wink", que siginfica "piscadela de contatos coloridos", enfatizando as piscadelas que a própria membro faz para interagir com seus fãs. O single foi lançado no dia 13 de março de 2024. Seu concerto de formatura foi realizado em 16 de março de 2024 no Pia Arena MM, e sua última apresentação teatral foi realizada em 6 de maio de 2024. A graduação de Yuki Kashiwagi trouxe o fim da 3ª geração original, e consequentemente, o início de uma nova era do grupo.
No dia 17 de março de 2024, após a cerimônia da graduação de Yuki Kashiwagi, houve o segundo dia de concertos no Pia Arena MM, com as cerimônias de graduação das membros Erina Oda e Rin Okabe, ex-integrantes do Time 8. Nesse dia também houve o anúncio da 19ª geração do grupo, com apenas cinco novas membros, elas apareceram se apresentando a canção Gingham Check, dando maior destaque para a membro Momoka Ito. No dia 2 de maio de 2024 até o dia 6 de maio de 2024, foi revelado, em partes, a nova formação que faria parte da faixa-título do 64º single do grupo, previsto para ser lançado em 17 de julho de 2024. 

## Estilo musical
O estilo do grupo tem sido caracterizado como "pop chiclete e dança sincronizada", apelando para garotas pré-púberes e homens mais velhos que compram as mercadorias do grupo. Mari Yamaguchi, da Associated Press, escreveu que "as performances podem parecer orquestradas. Enquanto as garotas cantam e dançam em uníssono, os fãs seguem uma fórmula animadora", comparando a resposta dos fãs a um público kabuki. Monica Hesse do The Washington Post descreveu o estilo do grupo: "É como se Miley Cyrus, Taylor Swift e todo o elenco de Crepúsculo fossem colocados em uma panela e cozido em fogo baixo até que nada permaneceu, mas o doce, enjoativo essência da fama, e se essa fama fosse então derramada em saias plissadas de tartã e dadas tranças."
Andrew Joyce e Kenneth Maxwell, do The Wall Street Journal, descreveram as músicas como "melodias pop doces e letras às vezes sugestivas". Durante as performances do grupo "os membros realizam uma série de rotinas simplesmente coreografadas na frente de um público de aproximadamente 95% do sexo masculino. A música é o típico pop japonês: números de ritmo acelerado com alta frequência, coros sing-along"

## Promoção e mídia
O AKB48 e seus grupos irmãos impulsionam suas vendas recordes por uma variedade de estratégias de marketing. A faixa principal de cada single é gravada por uma equipe de "Estrelas", através de uma seleção senbatsu (選抜) composta por membros populares das equipes e grupos irmãos do AKB48, com uma das garotas selecionadas como executante do centro. Os singles e álbuns são lançados em diferentes edições e tipos, com fotos de capas de álbuns alternativas, faixas do lado B, DVDs de vídeo, fotos de membros colecionáveis, ingressos para eventos e códigos de votação para vários concursos anuais de eleições. Alan Swarts, da MTV Japão, observou que os colecionadores que compram várias cópias de CDs do grupo inflam o mercado, e é uma das razões pela qual a indústria fonográfica do Japão tem crescido.

### Documentários
Quatro documentários do AKB48 foram lançados nos cinemas desde 2011. O primeiro, Documentary of AKB48 - To Be Continued, foi lançado no Japão em 22 de janeiro de 2011 e em DVD na América do Norte em 1 de dezembro. O segundo, Documentário de AKB48: Show Must Go On Shōjo-tachi wa Kizutsuki Nagara, Yume wo Miru, foi lançado em 27 de janeiro de 2012 e ganhou $ 3.984.152 nas bilheterias japonesas. O terceiro, Documentário de AKB48: No Flower Without Rain: Shōjo Tachi wa Namida no Ato ni Nani o Miru?, foi lançado em 2 de fevereiro de 2013 e ganhou $ 2.269.118 nas bilheterias japonesas. O quarto, Documentário de AKB48 The Time has come Shōjo-tachi wa, Ima, Sono Senaka ni Nani com Omou?, foi lançado em 4 de julho de 2014 e (a partir de 13 de julho de 2014) arrecadou $ 984.757 na bilheteria japonesa. Cada filme narrou eventos e problemas encontrados pelo grupo durante o ano anterior.

### Mangá e anime
O mangá AKB49: Ren'ai Kinshi Jōrei gira em torno de AKB48, apresentando membros do grupo na história como personagens de apoio. A série de anime de 2012, AKB0048 é uma série de ficção científica baseada no grupo, com produção supervisionada por Yasushi Akimoto. Nove personagens do anime são dublados por membros do AKB48 e seus grupos irmãos. Primeira exibição no Japão na primavera de 2012, uma segunda temporada foi transmitida em 2013.

### Vídeo games
O grupo tem sua própria série visual simulador de encontros românticos. Na primeira parte, AKB1 / 48: Idol to Koishitara ... (lançado em 23 de dezembro de 2010), o jogador se envolve em um relacionamento com uma das integrantes. A segunda parte, AKB1 / 48: Ídolo para Guam de Koishitara ... (lançado em 10 de outubro de 2011, com um enredo semelhante) é definido em Guam. A terceira parte, AKB1 / 149 Ren'ai Sōsenkyo (lançada em 20 de dezembro de 2012), expande os cenários para os grupos irmãos AKB48, SKE48, NMB48 e HKT48. Os três jogos foram lançados para Playstation portátil, com Ren'ai Sousenkyo também lançado para PlayStation Vita e PlayStation 3. Em 2014, a Bandai Namco desenvolveu Sailor Zombie: AKB48 Arcade Edition, como uma conexão para o drama de televisão de mesmo nome, no qual os membros do AKB48 também são o elenco principal. Neste jogo arcade, o jogador deve usar uma arma leve para disparar balas de vacina contra membros de AKB48 zumbificados. O jogo inclui um jogo de ritmo no qual os ídolos zumbis dançam. Em abril de 2014, foi lançado um jogo de ritmo para Android e iOS, no qual os jogadores selecionam sua formação preferida e podem competir em vários eventos da comunidade. Em 2012, o AKB48 + Me foi publicado para o Nintendo 3DS, que permite que os jogadores tentem se tornar membros do AKB48.

### Outras mídias
Os produtores do AKB48 desenvolveram vários programas de televisão para promover o grupo. AKBingo!, AKB48 Show!, AKB a XX, e Nemōsu TV são programas de variedades. A série de Majisuka Gakuen e Sakura Kara no Tegami caracterizam membros do grupo em papéis dramáticos. Fora dos shows caseiros, membros do AKB48 apareceram em programas de alto perfil como Mecha-Mecha Iketeru !, Waratte Iitomo! ou SMAPxSMAP. Membros têm modelado em revistas gravure.

## Recepção
O CEO da Tower Records no Japão, Ikuo Minewaki, descreveu o AKB48 como um ato popular, e o grupo foi caracterizado como um fenômeno social no Japão. Em 2012, o AKB48 teve vendas recordes no Japão de mais de US$ 226 milhões. Vendas totais de mais de US$ 128 milhões foram relatadas em 2013 e de mais de US$ 96 milhões em 2015. Segundo a Oricon, em 6 de janeiro de 2012 o AKB48 vendeu um total de 11.787.000 singles, estabelecendo um recorde de "o maior número de singles vendidos no Japão por um grupo feminino". Os últimos 35 singles do grupo chegaram ao topo da parada semanal da Oricon. Em 2010, "Beginner" e "Heavy Rotation" ficaram em primeiro e segundo lugar, respectivamente, na lista dos singles mais vendidos do Japão no ano; De 2010 a 2019, os singles do AKB48 ocuparam pelo menos os dois primeiros, e Às vezes, os quatro ou cinco primeiros lugares do ranking anual de singles da Oricon.
Em junho de 2018, o grupo vendeu mais de 60 milhões de discos, incluindo mais de 6 milhões de álbuns. O AKB48 é o ato musical mais vendido no Japão em termos de singles vendidos. No entanto, o seu 42º single, "Kuchibiru ni Be My Baby", não conseguiu vender mais de um milhão de cópias na primeira semana após o seu lançamento, encerrando uma série de lançamentos em single alcançando esse feito, recomeçando com "Everyday, Katyusha" em 2011. Além das vendas de CDs, o AKB48 também obtém sucesso comercial em outras áreas. O grupo possui seis singles certificados pela RIAJ por atingir um milhão de downloads cada. De acordo com Joysound, o AKB48 foi nomeado o artista de karaokê do ano por quatro anos consecutivos (2011-2014). Em 2011, oito posições das 10 principais vendas anuais de álbuns de fotografias foram ocupadas por membros do grupo. Em 2012, seis membros lideraram o ranking individual de campanhas publicitárias. O grupo também é um dos artistas japoneses mais vistos no Youtube.
O grupo possui vários recordes mundiais do Guinness, incluindo o reconhecimento em 1 de dezembro de 2010 como o "maior grupo pop", quando contava com 48 membros. Ele estabeleceu um recorde para "o maior número de recomendações de televisão para o mesmo produto em 24 horas" em 28 de fevereiro de 2012, depois que 90 membros do grupo apareceram em 90 comerciais diferentes veiculados nas regiões de Kanto, Kansai e Tokai no Japão. O embaixador japonês nos Estados Unidos Ichirō Fujisaki, ao conhecer o grupo durante sua visita a Washington, DC, disse que "AKB" significava "adorável, gentil e bonito". Em 1 de fevereiro de 2012, o Japan Post emitiu um selo em comemoração ao grupo.

## Controvérsias
O AKB48 tem sido criticado pelas letras sexualmente sugestivas encontradas na música "Seifuku ga Jama o Suru". Abordou a questão de Enjo kōsai a partir de uma visão em primeira pessoa, e foi considerado por alguns repórteres ocidentais, inadequados para seus jovens membros. Quando perguntada sobre isso por Anna Coren, da CNN, o fundador do AKB48, Yasushi Akimoto (que escreve as letras do grupo), disse que suas letras "representam a realidade" e deveriam levar em consideração questões difíceis. Um dos vídeos de música picante do grupo também foi considerado controverso. O vídeo de "Heavy Rotation" foi criticado pelos mesmos repórteres ocidentais por mostrarem membros do AKB48 de lingerie, abraçando, beijando e compartilhando um banho. Sua diretora, Mika Ninagawa, disse que queria apelar para homens e mulheres com um vídeo criativo e divertido, devido à crescente popularidade do grupo entre as meninas. Em uma entrevista, ela aceitou a responsabilidade por seu conteúdo: "O Sr. Akimoto deixou tudo para mim. Ele não me deu nenhuma dica ... Eu tentei mostrar como o AKB48 está na vida real, no vídeo. No vestiário, elas pareciam muito próximas uma da outra. Então eu inventei o conceito [de um] colégio de garotas. "
Um comercial de televisão para doces da loja Puccho que estreou em 15 de março de 2012, contou com membros do AKB48 em uniformes de colegial passando um doce de boca em boca. As meninas seguravam o doce entre os dentes, alguns espectadores o chamavam de "encorajador da homossexualidade", "anti-higiênico" e um "mau exemplo para as crianças". Em janeiro de 2013, o grupo foi criticado quando uma foto da sessão de fotos da Shukan Young Magazine de Tomomi Kasai se tornou pública; Kasai estava de topless, os seios cobertos pelas mãos de uma criança pequena. A foto foi retirada da revista e do próximo livro fotográfico de Kasai (onde teria aparecido na capa), e a publicação da revista foi adiada de 12 a 21 de janeiro.
Em fevereiro de 2013, a integrante do grupo Minami Minegishi, com a cabeça raspada, apareceu em um vídeo do YouTube para pedir desculpas depois de um tabloide ter dito que ela havia passado a noite com um homem, o que violava o contrato dela; ela foi rebaixada ao status de trainee. Embora sua cabeça raspada tenha sido auto-infligida em uma resposta apologética a seus fãs e colegas por seu rebaixamento, ela foi vista como uma reação exagerada e atraiu críticas sobre como a situação era tratada. Um documentário da NHK de 2016 relatou que a popularidade das sessões de aperto de mão do AKB48 contribuiu para o declínio das relações românticas entre jovens japoneses, incluindo "homens herbívoros", que provocaram debates. De acordo com o relatório, os fãs preferem gastar seu tempo apoiando seus ídolos favoritos do que ativamente buscando interesses amorosos.

## Filantropia
Em 1º de abril de 2011, o grupo lançou um single de caridade digital, "Dareka no Tame ni (O que posso fazer por alguém?)", Com seus lucros doados para o alívio de terremotos e tsunamis. O 23º single do AKB48, "Kaze wa Fuiteiru", foi dedicado às vítimas do desastre e também possuía letras de consolo. Em fevereiro de 2012, a AKB48 anunciou outra doação de 580 milhões de ienes para a Cruz Vermelha Japonesa, e informou que até o momento o grupo havia levantado um total de mais de 1,25 bilhão de ienes para o alívio do terremoto e do tsunami. Em 8 de março de 2013, o grupo lançou "Tenohira ga Kataru Koto", outra música dedicada às vítimas do desastre de março de 2011, em seu site para download digital gratuito. No segundo aniversário do desastre, o AKB48 e seus grupos irmãos visitaram as áreas afetadas, se apresentando nas escolas e nos teatros AKB48, SKE48, NMB48 e HKT48, com recursos para a recuperação em curso.

## Integrantes
A formação do AKB48 muda frequentemente devido a partidas, admissões, rotações de equipe e transferências entre o AKB48 e seus vários grupos irmãos. Em 10 de novembro de 2018, o grupo é composto por 134 membros, divididos entre várias equipes: Time A com 28 membros, Time K com 27 membros, Time B com 29 membros e Time 4 com 26 membros, Time 8 com 45 membros, o último dos quais tem todos os membros servindo simultaneamente com outras equipes do AKB48. Há membros da Kenkyusei, 18 dos quais atuam em equipes específicas como substitutos, e 9 deles foram recrutados como um grupo de estudos gerais. Alguns membros pertencem simultaneamente aos grupos irmãos do AKB48, e Mion Mukaichi é a atual gerente geral do AKB48 e seus grupos irmãos.

## Discografia
- Set List: Greatest Songs 2006–2007 (2008)[277]
- Kamikyokutachi (2010)[278]
- Koko ni Ita Koto (2011)[279]
- 1830m (2012)[280]
- Tsugi no Ashiato (2014)[281]
- Koko ga Rhodes da, Koko de Tobe! (2015)[282]
- 0 to 1 no Aida (2015)[283]
- Thumbnail (2017)[284]
- Bokutachi wa, Ano Hi no Yoake wo Shitteiru (2018)[285][286]

## Filmografia
Novelas
- 2010: Majisuka Gakuen
- 2011: Sakura Kara no Tegami: AKB48 Sorezore no Sotsugyo Monogatari
- 2011: Majisuka Gakuen 2
- 2012: Shiritsu Bakaleya Kōkō
- 2012: Majisuka Gakuen 3
- 2013: So long!
- 2013: Wanda × AKB48 Short Story: Fortune Cookie[287]
- 2015: Majisuka Gakuen 4[288]
- 2015: Majisuka Gakuen 5
- 2016: Kyabasuka Gakuen[289][290]
- 2016: Crow's Blood[291][292]

Programas de auditório
- 2008: AKB1ji59fun!
- 2008: AKBingo!
- 2008: AKB Nemosu TV
- 2009: Shukan AKB
- 2012: AKB Kousagi Doujou
- 2013: AKB48 Show!
- 2014: AKB Shirabe

Animes
- 2012: AKB0048[293]

Reality shows
- 2018: Produce 48[294]